# たたき
たたき（叩き、敲き）とは、料理あるいは調理法を指す言葉。現在はいくつかの異なる調理法がたたきと呼ばれてあり、これらの間に関連性はない。

## 刻むたたき
生肉や生魚など未加熱の食材を細かく切り刻んだもの。もともとは膾（あるいは鱠）と呼ばれた料理であるが、刃物で細かく叩き切ることから「叩き鱠」「叩き」と呼ばれるようになり、本来の膾は主として酢の物を意味する言葉へと変化していった。

### 魚料理

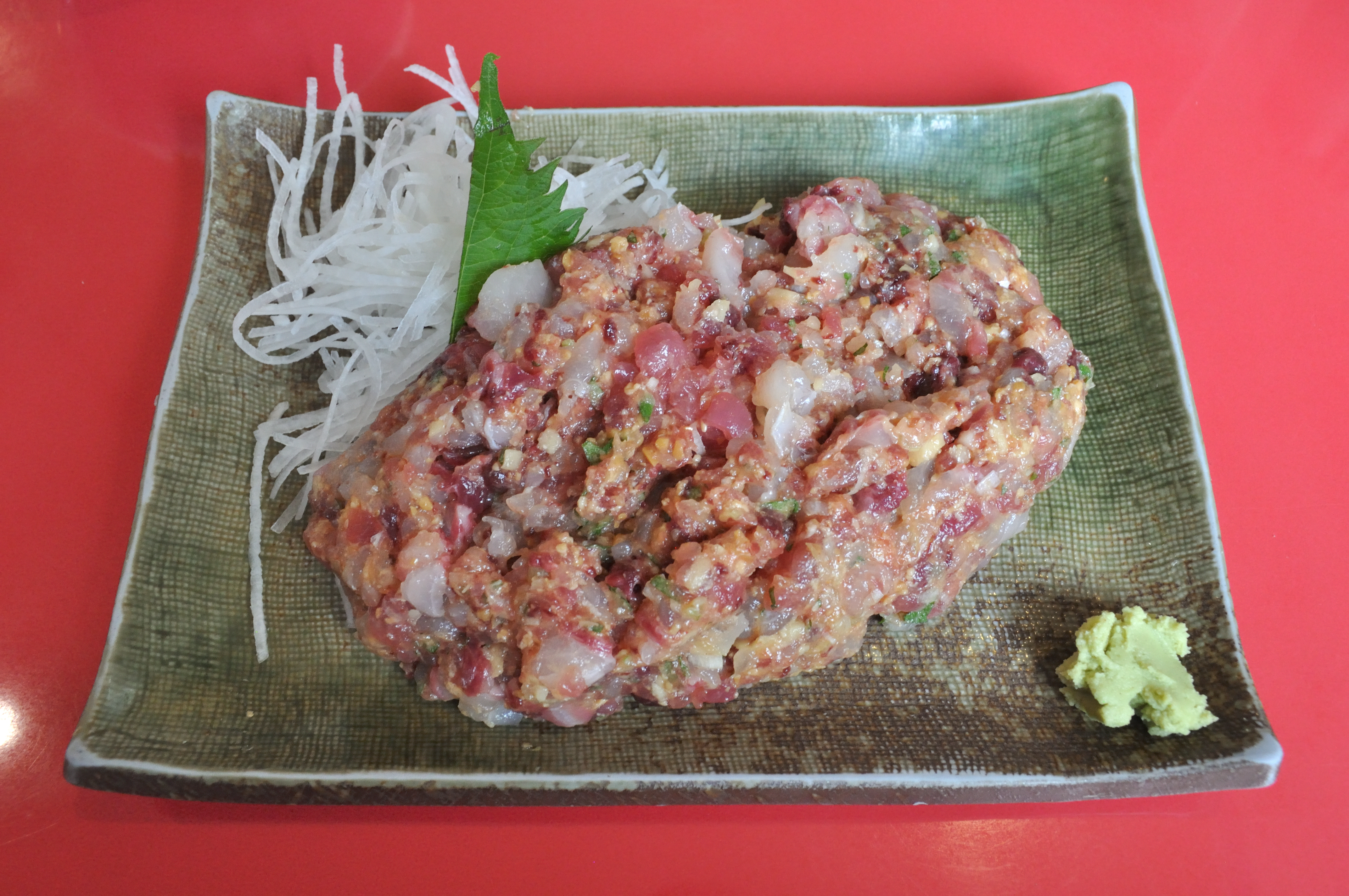
アジのたたき（なめろう）

生の魚を包丁で細かく切り刻む。通常は切身を用いるが、小魚の場合は骨や頭ごと叩く場合もある。
アジ、イワシ、トビウオなどの青魚がよく用いられる。刻み方の程度は様々であり、単に細切りの刺身としたものから、原型を留めないペースト状になるまで叩き潰したものまですべて一様に「たたき」と呼ばれる。
薬味としてネギ、ショウガ、シソの葉（大葉）、ニンニクなどが用いられる。これらの香草を一緒に叩き込むこともある。
調味料としては醤油が主に用いられる。また酢の物とする場合もある。
味噌を混ぜ、粘り気がでるまでよく叩いたものは「なめろう」と呼ばれ、千葉県の郷土料理となっている。
叩いたものを氷水に取ったものは「水なます」と呼ばれる。
伊豆諸島の新島・式根島では、叩いた魚に卵と重曹を加えて混ぜ合わせ、つみれとして用いる。熱で膨らむため、味噌汁に入れたり薩摩揚げのような「たたき揚げ」にして食されている。
アイヌ民族の伝統料理には、サケの氷頭（ひず：頭の軟骨）やエラなどをたたきにし、白子とネギを混ぜて塩で味付けをする「チタタㇷ゚」という料理がある。チタタㇷ゚とはアイヌ語で「チ・タタ・ㇷ゚」（ci-tata-p 我々が・たくさん叩いた・もの）という意味である。

### 肉料理
現在の日本ではあまり一般的ではないが、膾は本来生肉を細かく刻んだ料理を意味する。前述のチタタプや、タルタルステーキ、ユッケなどは叩き膾に属する料理である。

### 山菜料理
山菜を細かく切り刻んだものを「たたき」と称する例もある。特にミズ（ウワバミソウ）をたたきにしたものは、秋田県や岩手県などの郷土料理として知られている。山形県ではワラビをたたきにした料理が食べられている。

## 炙るたたき
サクに取った魚やブロック状の肉塊に串を打ち、炭火などで炙る。あるいは鉄板などで焼き付ける。表面を軽く焼く程度にとどめ、中までは火を通さない。これを素早く冷した後に切り分け、薬味や調味料をつけて食べる。直火と湯煎の差はあるが、半生の状態という意味では湯引きに類似した調理法である。
なお、この調理法における「たたき」の語の由来については、魚肉に予め塩をする際に包丁の腹や手のひらでたたき、あるいは、焼いた食材に薬味をまぶして包丁の腹や手のひらで叩いたことに由来するという説などがある。

### 魚料理

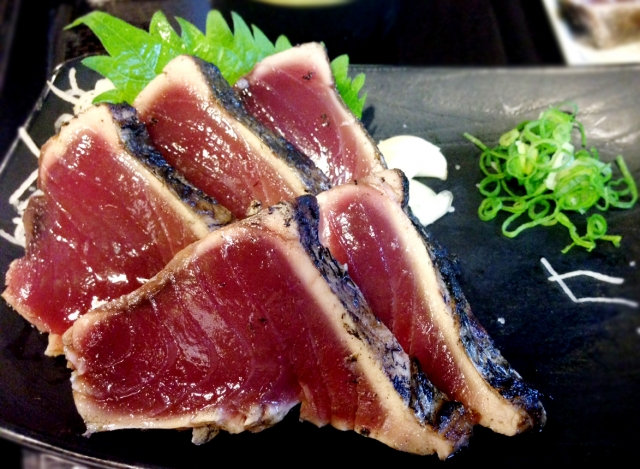
鰹のタタキ

カツオが最もポピュラーだが、マグロや鯖、ウツボなどが用いられる例もある。表面を炙ることにより香ばしさが付加され、また水分が減ることで食感が向上し味が濃厚になり、さらには殺菌効果も期待できる。カツオのたたきは、高知県が本場として有名であるが、九州、紀州、遠州など鰹節の産地でも見られる調理法である。市販品の中には、焼く代わりに油通ししたものもある（「揚げたたき」として区別している場合もある）。
食べる際には、ショウガ、にんにく、大根おろし、ネギなどが薬味として用いられ、すだちなどの柑橘類の汁で酸味をつけた醤油たれやポン酢をつけることが多い。

### 肉料理
生食が可能な牛肉がよく使用される。ローストビーフと混同されることもあるが、ローストビーフが赤いのはオーブンによる低温長時間調理のためで、たたきとは異なり実際には内部まで熱が通っている。牛肉以外では馬肉や鶏のササミ、胸肉なども使用される。なおこれら生肉はカンピロバクターに汚染されている恐れがあり、十分な注意が必要である。

## その他

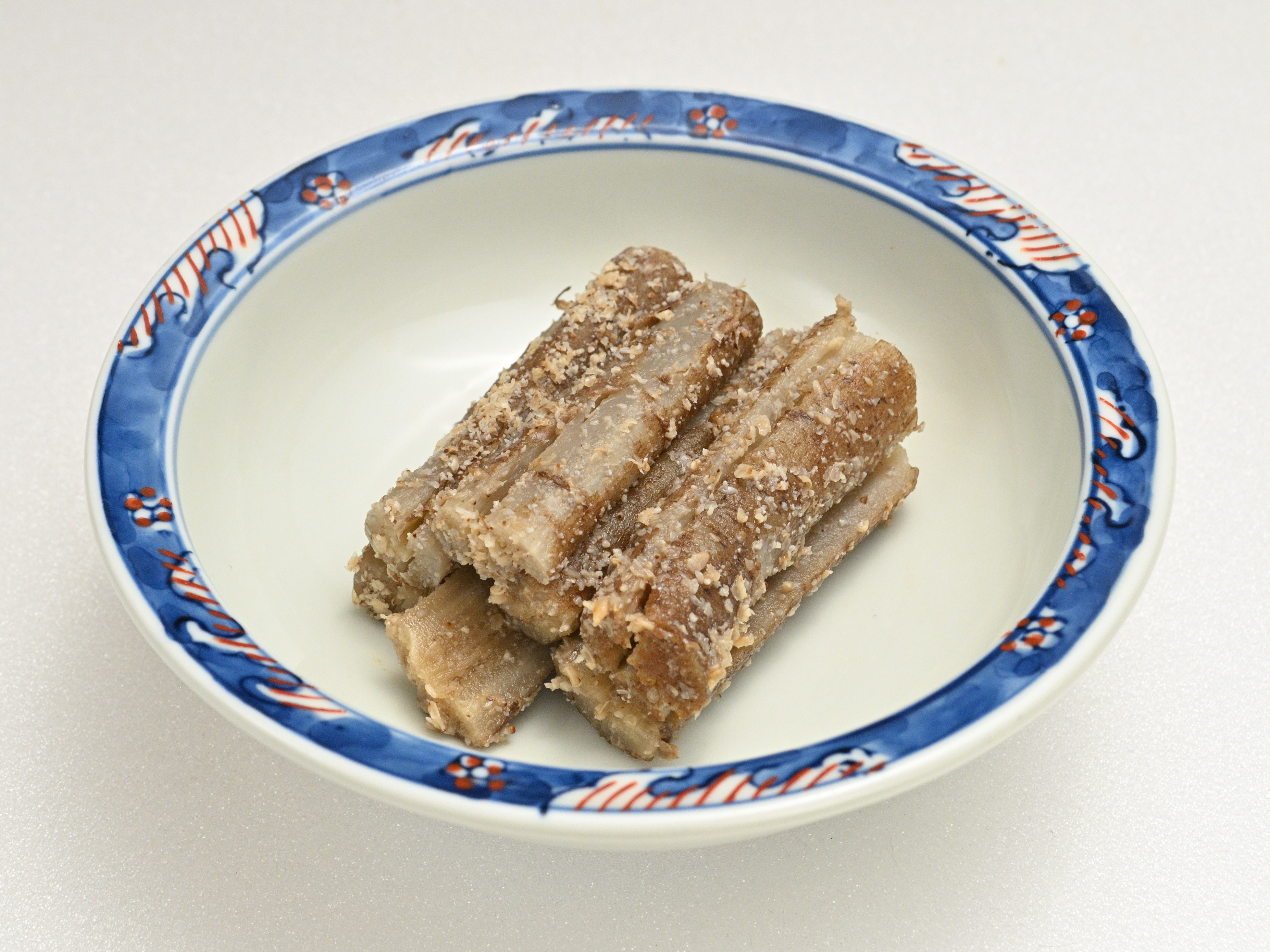
たたきごぼう

ゴボウやキュウリなどを棒で叩き割って組織を崩し、食べやすくしたものも「たたき」と呼ばれることがある。
また、肉や魚に葛粉をまぶして茹でる調理法を「葛たたき」（または「葛打ち」）と呼ぶ。